# Триарсенид пентаниобия
Триарсенид пентаниобия — бинарное неорганическое соединение 
ниобия и мышьяка
с формулой Nb5As3,
кристаллы,
не растворимые в воде.

## Получение
- Спекание стехиометрических количеств порошкообразного ниобия и мышьяка:

{\displaystyle {\mathsf {5Nb+3As\ {\xrightarrow {1700^{o}C}}\ Nb_{5}As_{3}}}}

## Физические свойства
Триарсенид пентаниобия образует кристаллы
ромбической сингонии,
пространственная группа P nma,
параметры ячейки a = 2,60701 нм, b = 0,35198 нм, c = 1,17869 нм, Z = 8

.
Не растворяется в воде.